# リチャード・ベイスハート
リチャード・ベイスハート（Richard Basehart、1914年8月31日 - 1984年9月17日）は、アメリカ合衆国オハイオ州ゼインズヴィル出身の俳優。

## 略歴
父は新聞編集者。舞台、映画で実績を積み、30代以降は安定感ある存在感で多くの名作に重みを持たせた。主に脇役でその個性は多く発揮され、1954年のフェデリコ・フェリーニ監督『道』や56年『白鯨』などが代表作となる。その他にも『夜歩く男』などのフィルム・ノワールにも多数出演した。
その一方で、1960年代に入ると、TVドラマでの出演も目立ち、なかでもSFアドベンチャー作品『原子力潜水艦シービュー号』ではネルソン提督役を主演。日本でも親しまれた。
これ以降はTVでの主演やビデオ用映画に多く主演し、映画でもサスペンスやB級アクション映画を中心に出演した。
1984年のロサンゼルスオリンピック閉会式で司会を務め、1ヵ月後の9月17日、脳梗塞で死去。70歳だった。

## 主な出演作品

### 映画

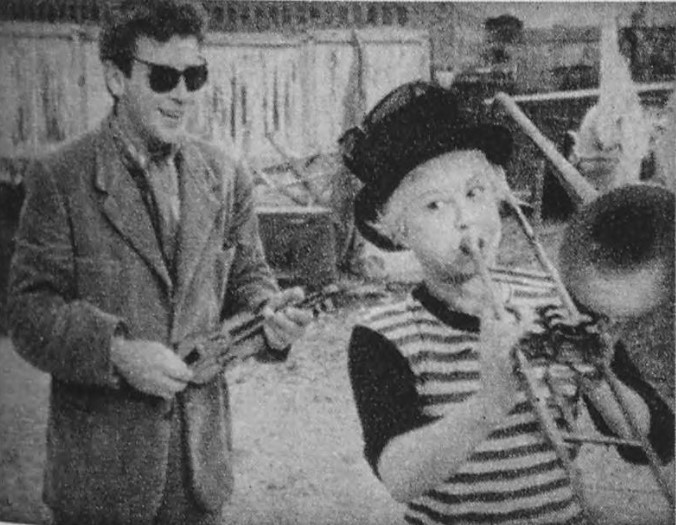
『道』（1954年）

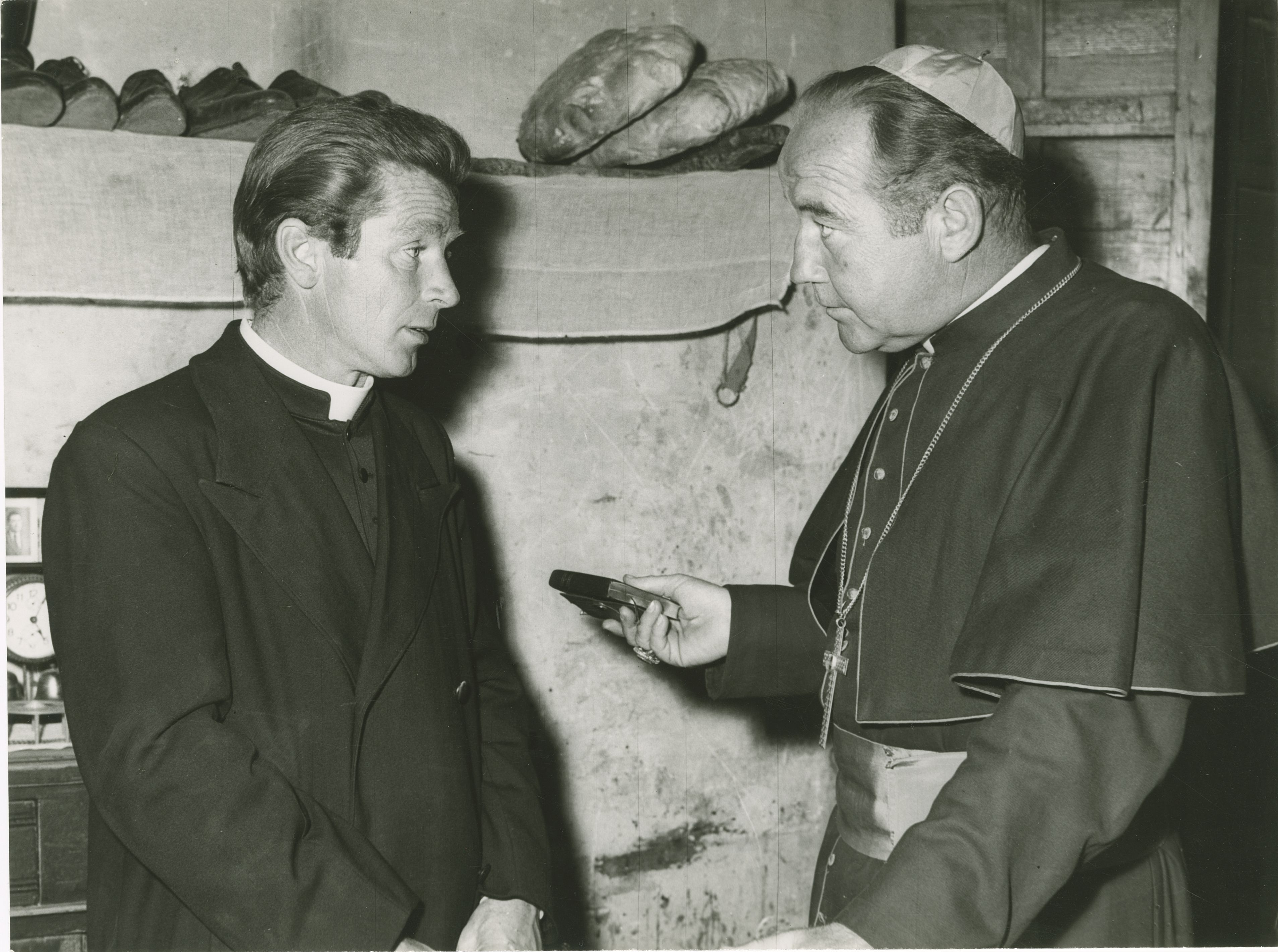
『崖』（1955年）

- 夜歩く男 He Walked by Night (1948)
- 山のロザンナ Roseanna McCoy (1949)
- 折れた銃剣 Fixed Bayonets! (1951)  - 日本劇場未公開
- 暁前の決断 Decision Before Dawn (1951)
- タイタニックの最期 Titanic (1953)
- 善人は若死にする The Good Die Young (1954)
- 道 - La Strada (1954)
- 崖 - Il bidone (1955)
- 白鯨 Moby Dick (1956)
- カラマゾフの兄弟 The Brothers Karamazov (1958)
- 奇蹟のインディアン For The Love of Mike (1960)
- 五人の札つき娘 5 Branded Women (1960)
- 太陽の帝王 Kings of the Sun (1963)
- サタンバグ The Satan Bug (1964)
- テロリスト/黒い九月 21 Hours at Munich (1976)
- 大洪水 Flood! (1976)
- ドクター・モローの島 The Island of Dr. Moreau (1977)
- チャンス Being There (1979)

### テレビ
- 原子力潜水艦シービュー号 Voyage to the Bottom of the Sea (1964-1968) テレビシリーズ
- 刑事コロンボ<ロンドンの傘> (1972)
- ナイトライダー Knight Rider (1982) テレビシリーズ ウィルトン・ナイト役（シーズン1第1話）、オープニングナレーション役（全話）、エンディングナレーション役（シーズン1第1話〜第17話まで）

### ナレーション
- 五月の七日間 (1963)